# Jennifer Welts
 (janvier 2019).
Si vous disposez d'ouvrages ou d'articles de référence ou si vous connaissez des sites web de qualité traitant du thème abordé ici, merci de compléter l'article en donnant les références utiles à sa vérifiabilité et en les liant à la section « Notes et références ».
 (janvier 2019).
Pour les articles homonymes, voir Welt.
Jennifer Welts, née le 3 juillet 1992 à Bois-le-Duc, est une actrice et mannequin néerlandaise.

## Filmographie

### Cinéma et téléfilms
- 2008-2010 : Wolfseinde (nl) : Kim Donkers
- 2010 : Het Huis Anubis en de terugkeer van Sibuna (nl) : Sterre de Wit
- 2010-2011 : Het Huis Anubis en de Vijf van het Magische Zwaard (nl) : Sterre de Wit
- 2011 : Het Huis Anubis: De Vijf en de Toorn van Balor (nl) : Sterre de Wit
- 2013 : Sync : Iris
- 2013 : Het nieuws van Sint (nl) : Katinka
- 2016 : Project Orpheus : Fille du café
- 2016 : Nieuwe tijden (nl) : Helbertijn
- 2018 : Zomer in Zeeland (nl) : L'élève
- 2018 : Niemand in de stad (nl) : Tessa
- 2021 : Goede tijden, slechte tijden' : Noortje Nieuwenhuis